# جنایده-۳
جنایده-۳ (به لاتین: Jhenaidah-3) یک منطقهٔ مسکونی در بنگلادش است که در ناحیه جنایده واقع شده‌است.